# Coupe d'Allemagne féminine de football 1998-1999
Navigation
Édition précédente Édition suivante
Le DFB-Pokal Frauen 1998-1999 est la dix-neuvième édition de la Coupe d'Allemagne féminine.
Il s'agit d'une compétition à élimination directe ouverte aux vainqueurs des coupes de chaque fédération régionale et des clubs de la  Bundesliga féminine. Elle est organisée par la Fédération allemande de football (DFB).
La finale a lieu le 12 juin 1999 au stade olympique de Berlin. Le 1.FFC Francfort remporte sa première Coupe d'Allemagne.

## Format
Les équipes participantes sont les vainqueurs des coupes des fédérations régionales et toutes les équipes ayant participé à la Bundesliga féminine en 1997-1998, soit 12 équipes, et les promus pour la saison 1997-1998 (deux équipes).
La compétition commence avec les 16e de finale qui se jouent sur un match, en cas d'égalité une séance de tirs au but a lieu. 
La finale se joue le 12 juin 1999 en lever de rideau de la finale masculine.

## Demi-finales
| Equipe 1        | Equipe 2                | Score |
| --------------- | ----------------------- | ----- |
| FCR Duisbourg   | FC Hertha 03 Zehlendorf | 2 - 0 |
| 1.FFC Francfort | SSV Turbine Potsdam     | 5 - 0 |

## Finale
| 12 juin 1999 | FCR Duisbourg | 0 - 1   | 1.FFC Francfort | Stade olympique de Berlin, Berlin |                      |
|              |               | (0 - 1) |                 | Spectateurs : 20 000              | Spectateurs : 20 000 |

- Le 1.FFC Francfort qui commence la compétition sous le nom SG Praunheim, remporte sa première Coupe d'Allemagne, le club réalise également le doublé en remportant le championnat[2].